# Starke Wehr 82
Starke Wehr 82 als Teil der NATO-Übungsserie von „Autumn Forge 82“ (zusammen mit Oksboel, REFORGER Golden Thunder, Northern Wedding, Quantum Junp, Bold Guard, Carbine Fortress und Able Archer) war ein deutsch-amerikanisch-niederländisches FTX-Militärmanöver auf Korpsebene in Niedersachsen, das im Herbst 1982 stattfand und an dem insgesamt 35.000 NATO-Soldaten teilnahmen.

## Truppengliederung
Die Übungsleitung über das Manöver hatte das I. DE-Korps.
Als Übungstruppe BLAU waren folgende Kräfte eingeteilt:
- Stab 7. Panzerdivision, Unna, mit Teilen Divisions- und Korpstruppen
  - Panzergrenadierbrigade 19, Ahlen
  - Panzerbrigade 21, Augustdorf
- Heimatschutzbrigade 52, Lingen
- 43. NL-Panzergrenadierbrigade (43. Pantserinfanteriebrigade/43 PaInfBrig, später 43 Gemechaniseerde Brigade, 43. Mech Brigade), Havelte
- Luftlandebrigade 27, Lippstadt, abwechselnd bei BLAU und ROT eingesetzt

Die Übungstrupps ROT setzte sich wie folgt zusammen:
- Stab 11. Panzergrenadierdivision, Oldenburg, mit Teilen Divisions- und Korpstruppen
  - Panzergrenadierbrigade 31, Oldenburg
  - Panzerbrigade 33, Celle
- 2nd US-Armored Division „Hell on Wheels“
  - 3rd US-Brigade, Garlstedt (M60)
- REFORGER-Truppe ROT: 1st Squadron/8th Cavalry Regiment, Fort Hood, Texas, USA (500 Mann)

Leit- und Schiedsrichterdienst stellten folgende Verbände:
- 1. Panzerdivision, Hannover, für ROT
- 3. Panzerdivision, Buxtehude, für BLAU

## Umfang
Starke Wehr 82 fand vom 10. bis 17. September 1982 im Raum Cuxhaven, Südrand von Hamburg, Elbe-Seitenkanal, Braunschweig, Hannover, Osnabrück, Vechta, Bremen und Bremerhaven statt. Es nahmen 35.000 Soldaten (29.000 deutsche, davon 4.500 Reservisten, 3.000 amerikanische und 3.000 niederländische Soldaten), 12.000 Rad- und 2.100 Kettenfahrzeuge (davon 700 Kampfpanzer) an der Übung teil. Aus Kostengründen wurde die Übung in den ersten sechs von insgesamt acht Tagen vorwiegend mit „Rahmentruppen“ durchgeführt.

## Ablauf
Die Gesamtübung wurde wie folgt eingeteilt:
- Phase 1 Marsch, 10. bis 13. September 1982: westlich der Weser bei Bassum, Hoya und Sottrum
- Phase 2 Gefecht, 13. bis 17. September 1982: östlich der Weser und nördlich der Aller.[5] Der kommandierende Generalleutnant Kurt von der Osten war der Namensgeber[7] der Übung.

Das 8th Cavalry Regiment benötigte 30 Stunden für den REFORGER-Transport von Fort Hood an die Weser. Die reine Flugzeit der fünf C-141, zum Transport der REFORGER-Truppen, vom Start bis zur Landung auf der Ramstein AB, betrug zehn Stunden. Sie übernahmen im POMCUS-Depot von Germersheim 40 M60 Panzer, die per Bahn in 18 Stunden, unter anderen vom Verladebahnhof Hoya, in das Übungsgebiet bei Achim, Bremen, transportiert wurden.  Dazu stand eine Kapazität von 115 Zügen mit insgesamt 1.500 Waggons zur Verfügung.
Brückenschläge fanden über die Weser bei Minden und über den Dortmund-Ems-Kanal bei Kilometer 525 durch das Flusspionierkommando 701 für die 7. Panzerdivision an vier Stellen statt.
Luftlandungen gab es bei Wildeshausen durch das Fallschirmjägerbataillon 272 mit ca. 300 Soldaten und 80 luftverlastbaren Fahrzeugen.
Parallel zu Starken Wehr 82 sorgte die Luftwaffenübung „Cold Fire 82“ mit ca. 300 Flügen
von 250 Kampfflugzeugen, Jagdbombern und 150 Hubschraubern für Luftunterstützung der Kräfte am Boden. Die größte Panzerschlacht der Übung fand am 14. September 1982, in der Zeit von 11:00 bis 15:00 Uhr, bei Schwaförden statt.
Vom Material her wurden 120 Geschütze, 315 Raketenartilleriesysteme, 300 Meter Brückenbaugerät, 20.000 Liter Kerosin, 100.000 Liter Benzin, 220.000 Liter Diesel, 450.000 Schuss (Gewehrpatronen), 10.000 Munition für Flugabwehrwaffen, sowie 50.000 Sprengkörper verwandt.
Insgesamt entstanden Manöverschäden in Höhe von zwei Millionen DM. Als Verpflegung dienten 285.000 Rationen (800 Tonnen), was einem Energiebedarf des Soldaten von 3.800 kcal pro Kopf und Tag bedeutete.

## Medien
- Die großen Übungen der Bundeswehr 2. DVD. Breucom-Medien, 2011, ISBN 978-3-940433-33-6.